# Squalidus
Squalidus – rodzaj ryb z rodziny karpiowatych (Cyprinidae).

## Występowanie
Wody słodkie i słonawe (Chiny, Japonia, Korea, Mongolia, Rosja i Tajwan).

## Podział systematyczny
Gatunki zaliczane do tego rodzaju:
- Squalidus argentatus (Sauvage & Dabry de Thiersant, 1874)
- Squalidus atromaculatus (Nichols & Pope, 1927)
- Squalidus banarescui Chen & Chang, 2007
- Squalidus chankaensis Dybowski, 1872 – kiełb chankiński[3]
- Squalidus gracilis (Temminck & Schlegel, 1846)
- Squalidus iijimae (Oshima, 1919)
- Squalidus intermedius (Nichols, 1929)
- Squalidus japonicus (Sauvage, 1883)
- Squalidus maii (Doi, 2000)
- Squalidus mantschuricus (Mori, 1927)
- Squalidus minor (Harada, 1943)
- Squalidus multimaculatus Hosoya & Jeon, 1984
- Squalidus nitens (Günther, 1873)
- Squalidus wolterstorffi (Regan, 1908)

Gatunkiem typowym jest Squalidus chankaensis.